# Agnès Helmstetter
Agnès Helmstetter, née le 29 septembre 1976, est une chercheure française en géophysique.
En 2011, elle reçoit la Médaille de bronze du CNRS.

## Biographie
Agnès Helmstetter passe un DEA puis une thèse en géophysique suivie d’une recherche postdoctorale aux États-Unis. En 2005, elle devient chargée de recherche CNRS à l'Institut des sciences de la Terre de Grenoble.

## Carrière scientifique
Agnès Helmstetter étudie les mécanismes de déclenchement des séismes et leurs aléas. Elle travaille notamment sur :
- les glissements de terrain (surveillance sismique de plusieurs sites : Séchilienne, la Clapière et Super-Sauze) ;
- les glaciers (surveillance sismique) ;
- la sismicité induite (surveillance sismique d'une carrière de ciment qui s’est en partie effondrée en 2011 à Saint-Martin-le-Vinoux) ;
- les déformations asismiques ;
- la rupture sismique.

## Récompenses et distinctions
- Médaille de bronze du CNRS (2011)[3]